# جويل صنداي
جويل صنداي (بالإنجليزية: Joel Sunday)‏ هو لاعب كرة قدم نيجيري في مركز الهجوم، ولد في 31 ديسمبر 1988 في لاغوس في نيجيريا. لعب مع نادي أيزاول.

## وصلات خارجية
- جويل صنداي على موقع Soccerway.com (الإنجليزية)